# Campo di lavoro di Malchow
Malchow è stato un campo di lavoro (Arbeitslager), concentramento e transito nazionalsocialista dipendente dal complesso concentrazionario femminile di Ravensbrück.

## Storia
Malchow, situato nell'omonima città in Meclemburgo, nella Germania settentrionale, venne reso operativo nell'inverno del 1943 e fu liberato dall'Armata Rossa insieme al resto di Ravensbrück il 2 maggio 1945.